# 5 octobre 2015
Le mardi 5 octobre 2015 est le 278e jour de l'année 2015.

## Décès
Par ordre alphabétique.
- Chantal Akerman 	Réalisatrice belge.
- Charles de Bourbon-Deux-Siciles 	Prince espagnol, duc de Calabre et infant d’Espagne.
- Flavio Emoli 	Footballeur italien.
- Henning Mankell 	Romancier suédois.
- Andrew Rubin 	Acteur américain.
- Jos Vandeloo 	Écrivain belge.